# 雷索盧申島 (努那福特)
雷索盧申島是加拿大的島嶼，位於哈得遜海峽，屬於北極群島的一部分，由基吉柯塔魯克地區負責管轄，長50公里、寬32.3公里，面積1,015平方公里，最高點海拔高度488米，島上無人居住。